# Berchtesgaden
Berchtesgaden er en by i delstaten Bayern i det sydlige Tyskland, tæt på den østrigske grænse og godt 30 km syd for Salzburg og 180 km sydøst fra München.
Berchtesgaden bliver ofte forbundet med det berømte Watzmann bjerg, som med sine 2.713 m er det tredjehøjeste bjerg i Tyskland (næstefter Zugspitze og Hochwanner) og er kendt blandt bjergklatrere for Ostwand og den dybe gletchersø Königssee (5,2 km²).
En anden nævneværdig top er Kehlstein bjerget med sine 1.835 m, hvor Martin Bormann på toppen byggede Kehlsteinhaus ("Hitlers tehus").
Berchtesgaden er også kendt for at ligge tæt på området Obersalzberg, som Hitler forvandlede til et kæmpe nazi-kompleks før 2. verdenskrigs udbrud, inklusive sit yndede tilholdssted Berghof, som han brugte langt mere end Kehlsteinhaus.
Berchtesgadens nabolandsbyer er Bischofswiesen, Markt Schellenberg, Ramsau og Schönau am Königssee.

## Historie
Byens historie kan dateres tilbage til 1102, hvor området nævnes på grund af dets rigdom på saltaflejringer. Meget af Berchtesgadens velstand er kommet fra dens saltminer. Byen tjente som selvstændigt Berchtesgaden Fürstpropstei (fyrsteprosti) indtil Reichsdeputationshauptschluss i 1803. Under Napoleonskrigene blev Berchtesgaden styret af forskellige sejrherrer. Salzburg var altid interesseret i Berchtesgaden. Franske tropper besatte området i en kort periode. Berchtesgaden kom under bayersk styre i 1810 og blev hurtigt et populært udflugtsmål for den bayerske kongefamilie, som ofte besøgte Königssee og skaffede sig en kongelig jagthytte i byen. Begyndende turisme udviklede sig og en række kunstnere kom til området, hvilket var med til at starte "Malereck" (direkte oversat malernes hjørne) ved Königssees kyst. Den mest berømte forfatter, der levede i Berchtesgaden var Ludwig Ganghofer.

### Nazister i Berchtesgaden
Området ved Obersalzberg blev købt af nazisterne i 1920'erne til deres lederes glæde. Hitlers bjergresidens, Berghof lå her. Berchtesgaden og dets omgivelser (Stanggass) var udset som en fremskudt post for det tyske Reichskanzleis kontor, hvilket havde betydning for de allieredes målsætning om at erobre området under 2. verdenskrig. Berchtesgarden (Stanggass) var nemlig det administrative hovedkvarter for Nazi-regimet i slutningen af krigen, idet en række ministerier var blev flyttet fra Berlin og Bonn. I Stanggass findes stadig de bygninger, der rummede Reichskanzleis. Her findes også husene tilhørende krigsforbryderne Wilhelm Keitel og Alfred Jodl.

Nogle typiske bygningstyper fra det tredje rige er banegården og posthuset i byen. På hotellet Berchtesgadener Hof boede mange kendte, der kom på besøg, såsom Eva Braun, Erwin Rommel, Joseph Goebbels og Heinrich Himmler lige så vel som Neville Chamberlain og David Lloyd George. Hotellet blev revet ned 2006. I dag er der et museum på stedet ved navn 'Haus der Berge'.

I den lille by Schönau am Königssee, kun 10 min. fra Berchtesgaden i bil, havde Heinrich Himmler et hus til sig selv, sin elskerinde og deres to børn. Det var også i Schönau, at Herman Göring skjulte alle sine stjålne kunstskatte. Himmlers hus eksisterer stadigt.

### Obersalzberg
En række andre rester fra nazitiden kan stadig ses i området, om end kun få af dem stadig er velbevarede. Der er Kehlsteinhaus (der fik øgenavnet Ørnereden af en fransk diplomat), som blev bygget som en gave til Hitler på hans 50 års fødselsdag i 1939. Resterne af tidligere nazilederes hjem, såsom Adolf Hitlers, Hermann Görings, og Martin Bormanns blev alle revet ned i årene efter krigen.
Platterhof blev beholdt og fungerede som et feriested for den amerikanske hær. Det var kendt som General Walker Hotel. Det blev revet ned i 2000. De eneste tilbageværende bygninger er det tidligere SS hovedkvarter på Hotel Zum Türken og Kehlsteinhaus. En lille del af Platterhof findes også stadigvæk. Informationscenteret på bjerget er det tidligere Gasthaus Höher Göll. Det var en indgang til Obersalzberg bunkersystemet.

### Efterkrigstiden
Efter krigen blev Obersalzberg et militært område, og de fleste af bygningerne blev overtaget af den amerikanske hær. Hotel Platterhof blev ombygget og fik navnet General Walker Hotel i 1952. Det fungerede som en integreret del af de amerikanske styrkers rekreationscenter (AFRC) i Den Kolde Krig og senere. Berghof blev revet ned i 1953.
I 1995, 50 år efter afslutningen på 2. Verdenskrig og 5 år efter den tyske genforening blev rekreationscenteret overdraget til de bayerske myndigheder i forbindelse med besparelser i det amerikanske forsvar, som førte til lukning af baser, under præsident Bill Clinton. General Walker Hotel blev kort efter revet ned. Dets ruiner, sammen med resterne af Berghof blev fjernet i 1996 for at gøre plads til en ny rutebilstation, som betjener busruten til Kehlsteinhaus og til et nyt InterContinental Hotel. Det tidligere Gasthaus "Hoher Göll" fungerer i dag som dokumentationscenter. Det er det første tyske museum af sin art, som dækker hele tiden under 2. Verdenskrig på et sted.

### Berchtesgaden i dag
I 1972 betød en kommunalreform, at kommunerne Salzberg, Maria Gern og Au (der består af Oberau og Unterau) alle blev underlagt byen Berchtesgaden. En anden foreslået reform, som skulle forene alle de resterende fem kommuner i Berchtesgaden-dalen (Bischofswiesen, Ramsau, Marktschellenberg og Schönau) fik ikke tilstrækkelig folkelig opbakning. Den blev vedtaget i Berchtesgaden og nedstemt i de øvrige kommuner.
Nationalparken Berchtesgaden blev etableret i 1978 og er gradvis blevet et af Berchtesgadens største trækplastre. Heldigvis er masseturismen koncentreret om nogle få populære steder, hvilket giver alternative, natursøgende turister mere end nok plads til at finde fred og ro i parken. Store turistmagneter er Königssee, saltminen (med et nyt lyd- og lysshow, der blev indviet i 2007), Kehlsteinhaus og det nye dokumentationscenter.
Motions- og elitesport er også vokset i betydning. Selv om Berchtesgadens skiløjper ikke er blandt de største i Alperne, kan de sagtens tilfredsstille enhver, fra begyndere til meget trænede skiløbere og snowboardere. På Königssee bobslæde-, kælk- og skeletonbane er der afholdt skiløb og en række internationale stævner i bobslæde, kælk og skeleton. Berchtesgadens mest berømte sportsudøver er Georg Hackl, en mangedobbelt olympisk medaljevinder. Byen huser også International Luge Federation (FIL).
Berchtesgaden har stort set ingen fremstillingsvirksomhed, i modsætning til den nordlige del af Berchtesgadener Land og Salzburgområdet. Byen er nu også kendt fra TV-serien "Mord i Alperne (de)".
Der er en jernbanestation i Salzburgerland.